# Valle delle sfingi

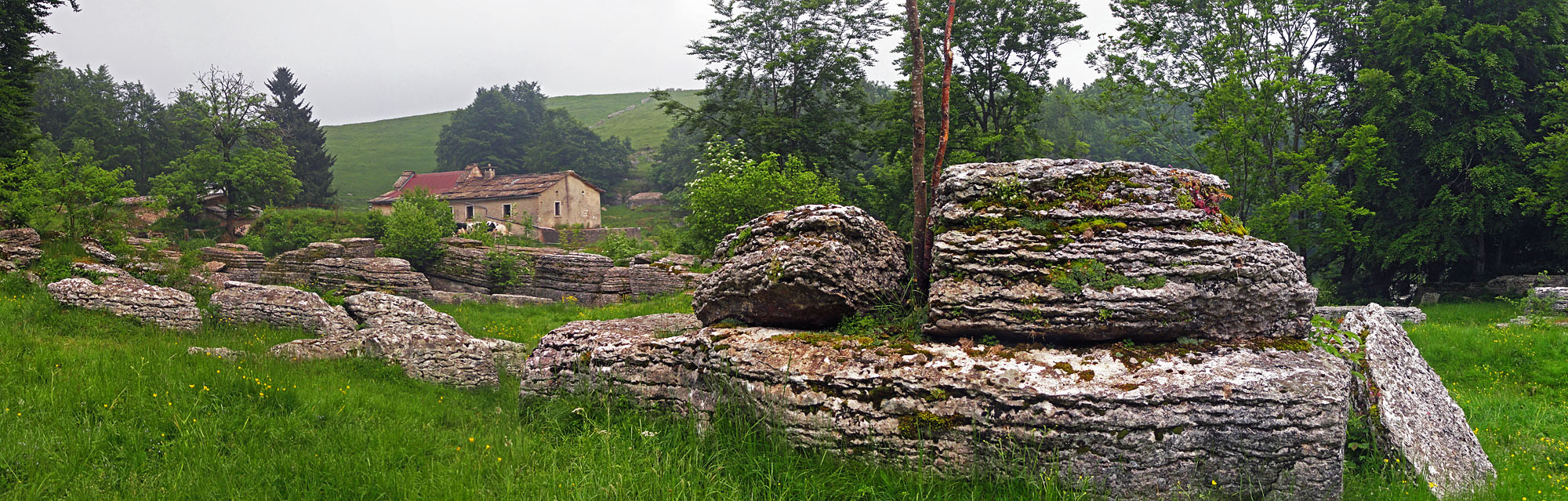
La Valle delle sfingi

La Valle delle sfingi è una zona che si trova nel Parco Naturale Regionale della Lessinia in provincia di Verona, caratterizzata dalla presenza di particolari blocchi monolitici le cui forme ricordano le sfingi egizie.

## Dove si trova

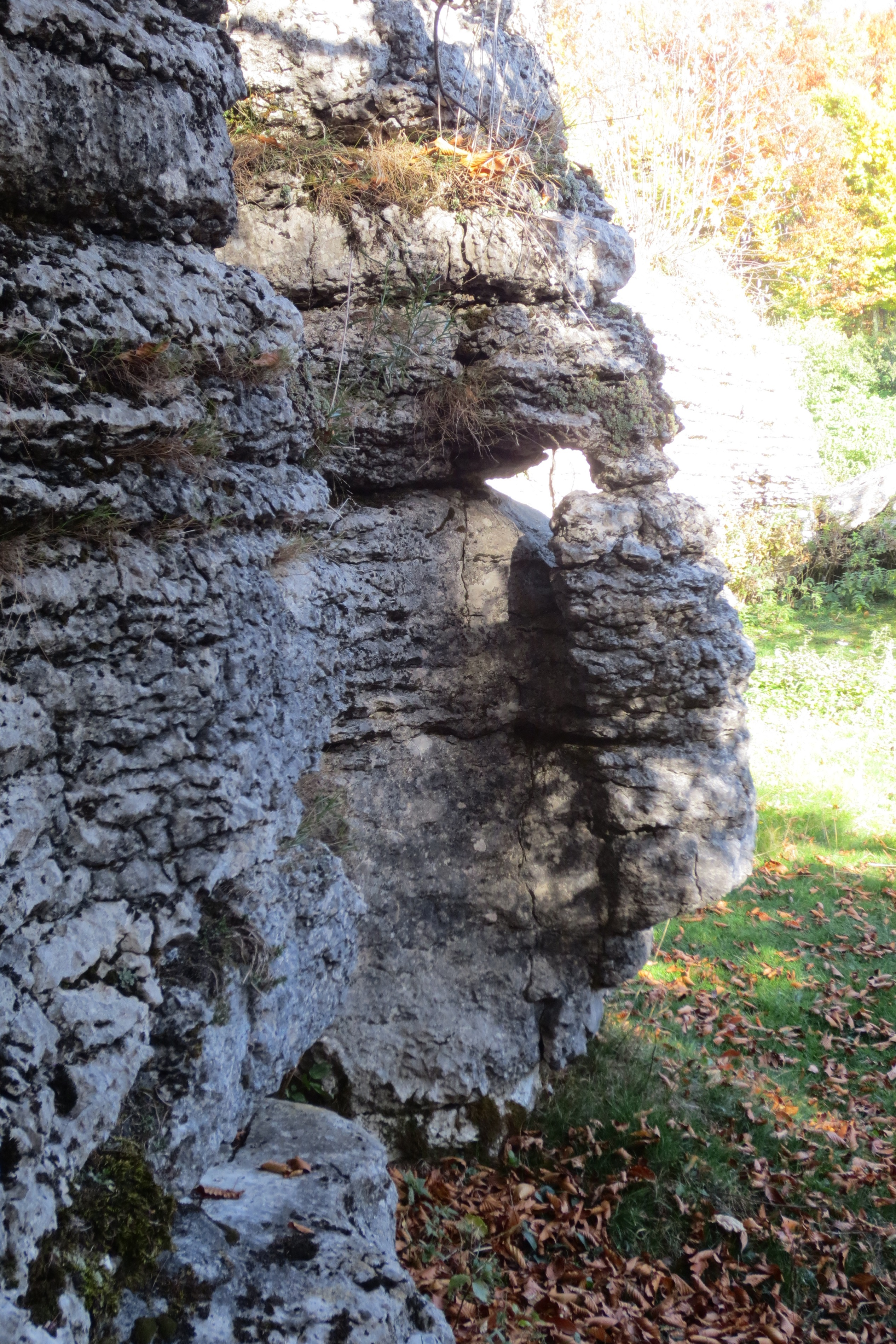
Profilo mostruoso

La Valle delle sfingi si trova all'interno del Parco Naturale Regionale della Lessinia e si estende a nord dell'abitato di Camposilvano, frazione del comune di Velo Veronese ad una altitudine di circa 1200 metri sul livello del mare. Il sentiero che percorre la Valle delle sfingi, lunga circa 800 metri, parte a nord di Camposilvano dalla strada provinciale numero 6 dei Lessini per San Giorgio, l'inizio del percorso si trova in corrispondenza di un caratteristico monolite di roccia a forma di fungo, prosegue poi per una stradina privata che porta alle contrade Brutto e Malga Buse di Sotto.

## Come si è formata

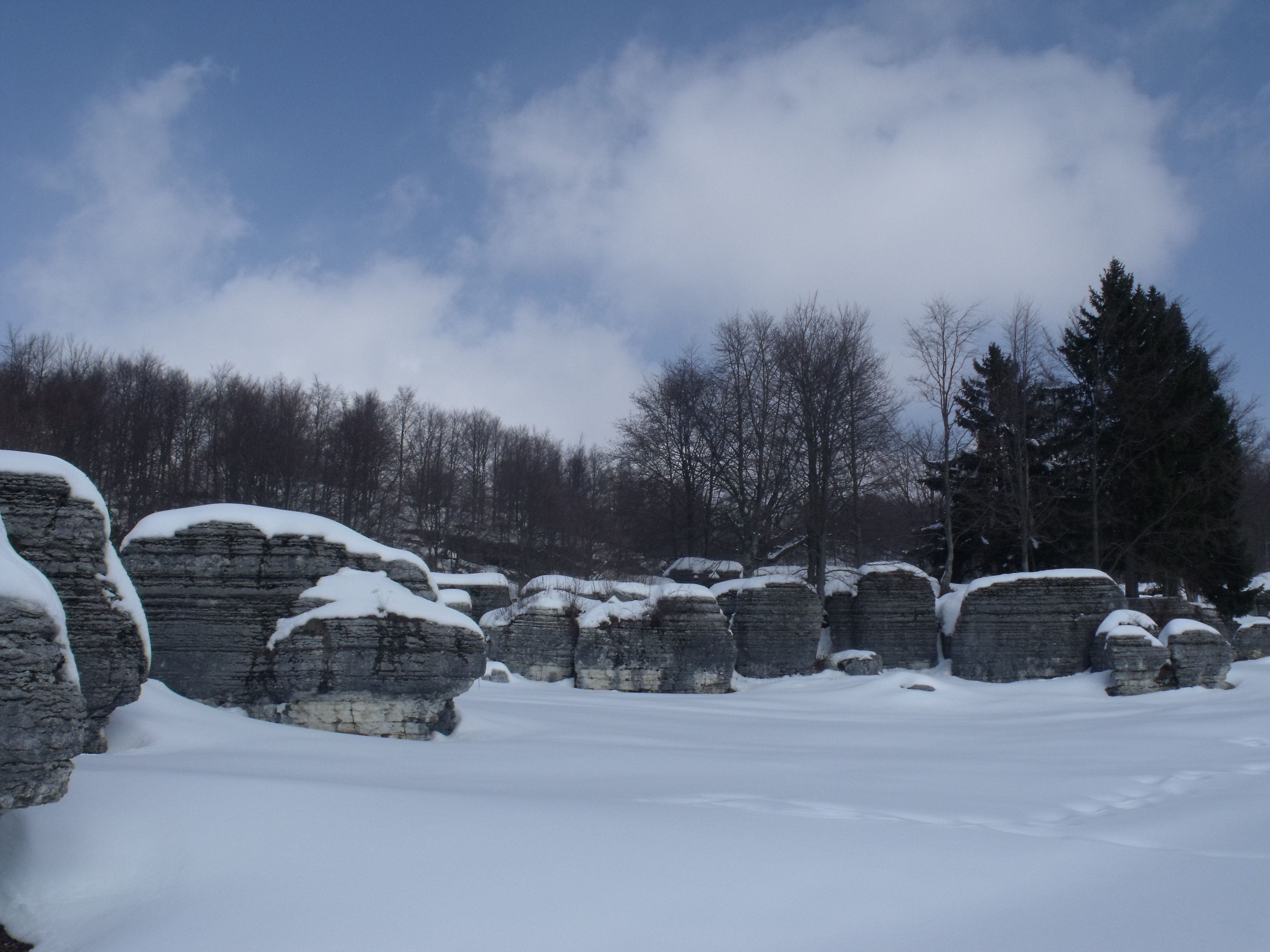
Monoliti allineati nella valle

I monoliti in calcare che caratterizzano la valle sono dovuti al fenomeno del carsismo causato dall'azione erosiva dell'acqua che scioglie il carbonato di calcio delle rocce calcaree. In particolare, nella Valle delle sfingi i monoliti si sono originati per l'erosione e la disgregazione di due tipi di calcare: Rosso Ammonitico e Oolite di San Vigilio. Nel tempo queste rocce si sono modellate e ora si trovano allineate in modo longitudinale sul fondovalle e distanziate tra loro. L'acqua erode uno strato superficiale, il biancone, creando delle fessure nello strato sottostante, il Rosso Ammonitico, l'erosione poi prosegue nello strato sottostante dove l'acqua incontra uno strato più friabile, l'oolite, poi i blocchi di roccia prottegono la parte di roccia sottostante creando così la caratteristica forma a fungo.

## Origine del nome
Il nome è stato dato a metà degli anni '60 del secolo scorso dalla fantasia dei ragazzi dell'Istituto Don Calabria che trascorrevano le vacanze estive nella colonia a Camposilvano e sotto la guida del loro insegnante il Professor Fratel Giuseppe Perin (appassionato di geologia e scienze naturali) frequentavano periodicamente questo fantastico luogo. La dicitura "Valle delle Sfingi" venne usata per la prima volta nel libro di geologia del 1972 " Scienza e Poesia sui Lessini " scritto dal professor Perin,  da allora è divenuto  nel corso del  tempo il nome di questo luogo.

## Turismo nella Valle delle sfingi e dintorni

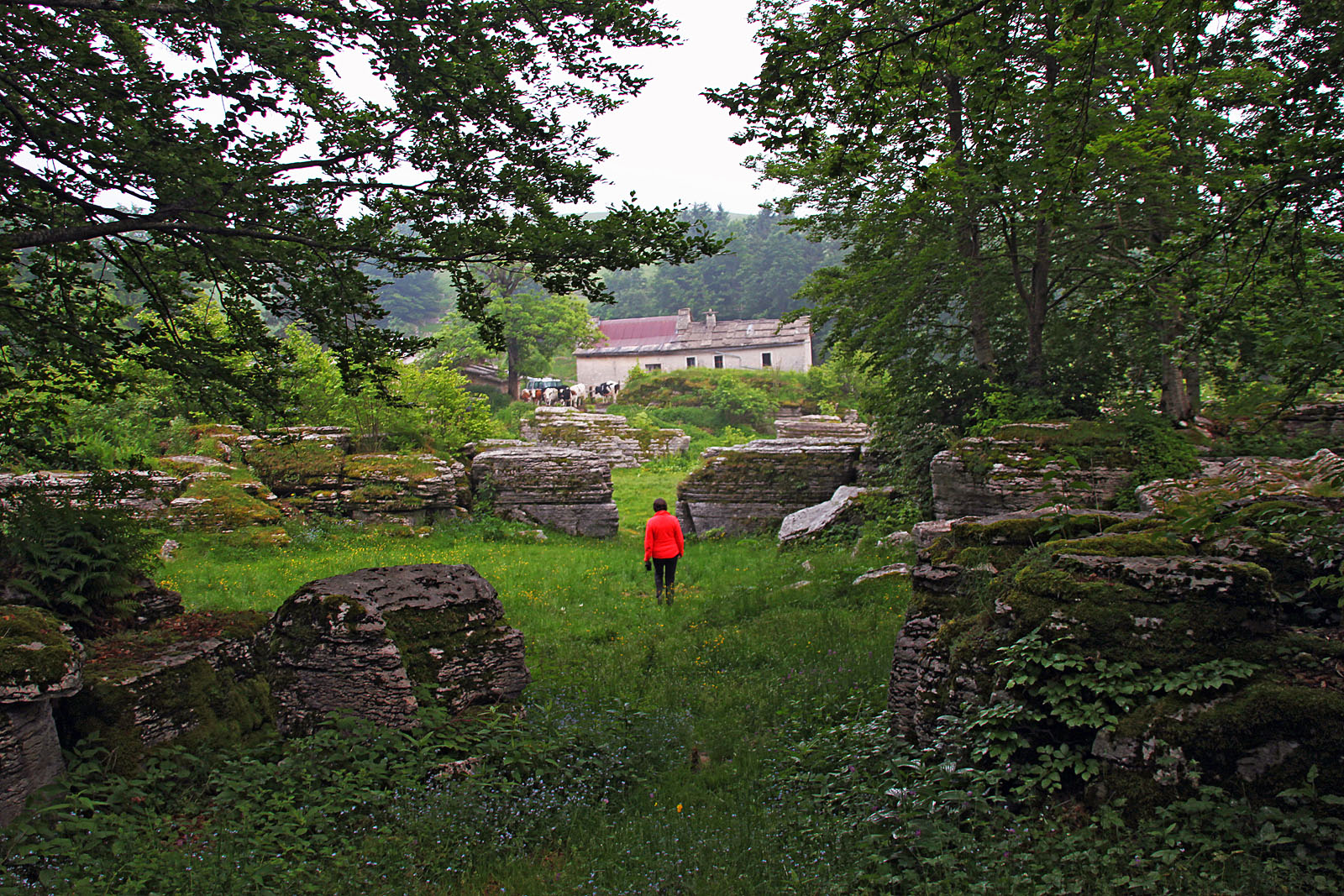
Passeggiando per la valle

Il  Parco Naturale Regionale della Lessinia essendo caratterizzato da elevato carsismo offre numerose opportunità di interesse naturalistico e turistico. Oltre la Valle delle sfingi, nella quale si possono ammirare le particolari forme assunte dalle rocce calcaree, vi sono anche grotte, cavità naturali e interessanti formazioni rocciose come ad esempio la Spluga della Preta, il Ponte di Veja, i Covoli di Velo e Parco delle cascate di Molina
Nella Valle delle sfingi e dintorni vengono organizzate escursioni e visite guidate

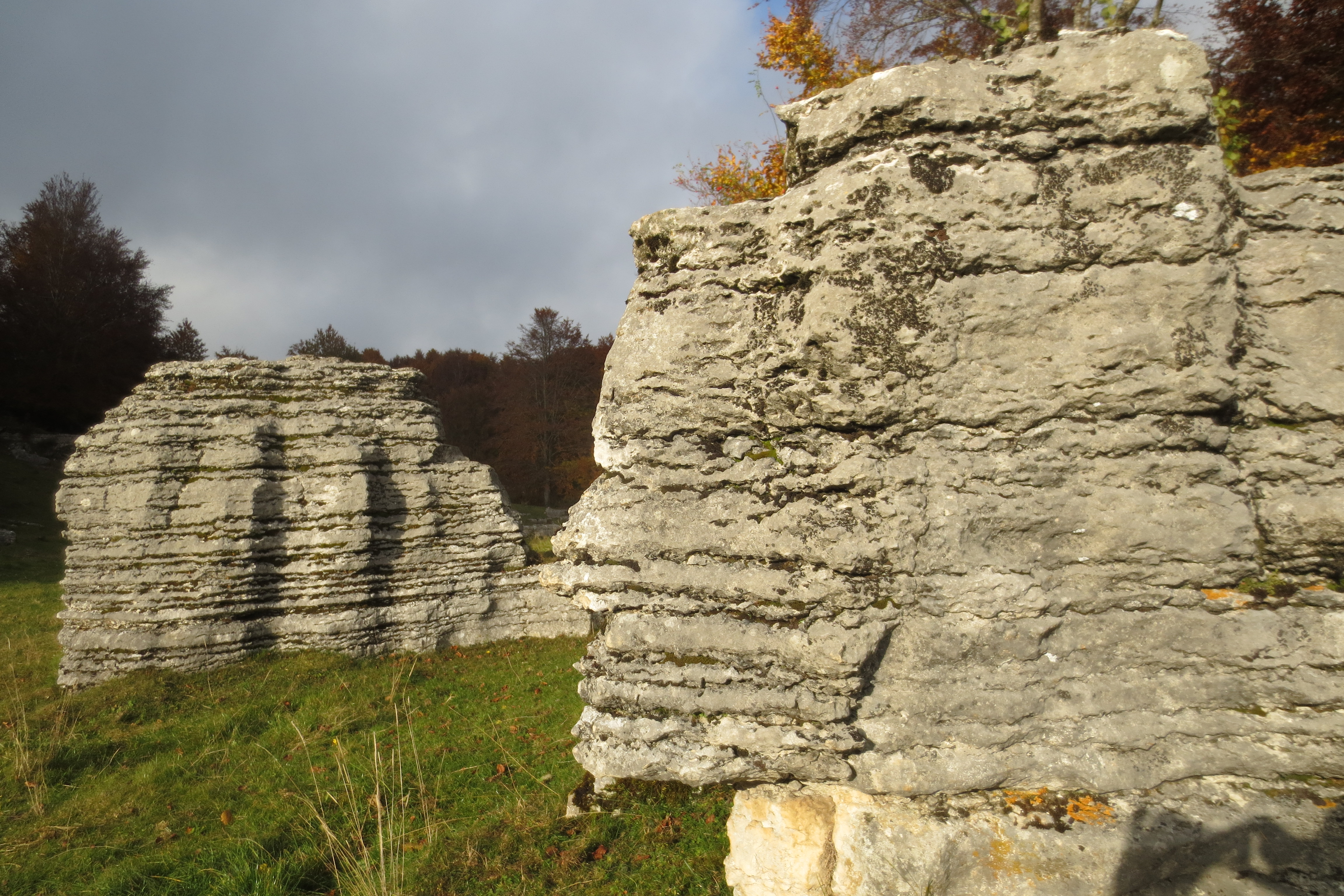
Profilo di roccia